# Efekt teleskopowy
Efekt teleskopowy (ang. telescoping effect) – tendencja do pamiętania niedawnych zdarzeń jako starszych, niż są w rzeczywistości (oddalenie teleskopowe, ang. backward telescoping), a zdarzeń odległych jako nowszych, niż są w rzeczywistości (zbliżenie teleskopowe, ang. forward telescoping).

## Badania
Za twórców pojęcia uważa się statystyków Johna Netera i Josepha Waksberga, którzy w 1964 roku opublikowali artykuł ukazujący błędy w przypominaniu sobie zdarzeń z różnych okresów, popełniane przez osoby biorące udział w badaniach ankietowych. Prosili oni badanych o wymienienie wydatków, które ponieśli w okresie jednego, trzech lub sześciu miesięcy na domowe naprawy. Autorzy zauważyli, że wielu respondentów włącza do listy napraw z ostatniego miesiąca te, które zdarzyły się wcześniej (zbliżenie teleskopowe), a przy okresie sześciomiesięcznym średnia napraw miesięczna była mniejsza, niż w okresie trzymiesięcznym. Oznacza to, że osoby badane „oddaliły” w swej pamięci dużą część takich zdarzeń (oddalenie teleskopowe).
Badanie to zapoczątkowało wiele eksperymentów przeprowadzanych zarówno przez metodologów badań panelowych, jak i psychologów poznawczych zajmujących się badaniami nad pamięcią. Wszystkie one potwierdziły występowanie efektu teleskopowego w sytuacji przypominania sobie zdarzeń z przeszłości, zarówno tych związanych, jak i niezwiązanych z własnym życiem.

## Wyjaśnienie mechanizmu
Procesy poznawcze odpowiedzialne za występowanie efektu teleskopowego nie są do końca znane. Jedna z hipotez głosi, że na dokładność podawania daty konkretnego zdarzenia ma wpływ liczba zapamiętanych szczegółów związanych z tą datą. Hipoteza ta, mająca związek z heurystyką dostępności zakłada, że gdy osoba badana pamięta dużo szczegółów, to będzie miała tendencję do umiejscawiania danego zdarzenia w bliskiej przeszłości. Im mniej szczegółów zostało zapamiętanych, tym starsze będzie wydawało się to zdarzenie. Hipoteza ta została potwierdzona tylko w jednym badaniu, pozostałe badania wykazały jednak brak związku z liczbą zapamiętanych szczegółów.

## Zapobieganie występowaniu efektu
Badania nad efektem teleskopowym uświadomiły badaczom zajmującym się badaniami panelowymi, że wybór okresu, którego dotyczy badanie ma duży wpływ na rzetelność wyników. Aby uniknąć wystąpienia efektu wprowadzono procedurę wiązania (ang. bounding) zdarzeń z wynikami poprzednich badań (przypomnienie osobom badanym jak odpowiadali w poprzedniej ankiecie znacznie ograniczyło występowanie efektu teleskopowego). Inne badania pokazują, że sama konstrukcja pytania może wpłynąć na zmniejszenie liczby pomyłek.
Kolejnym pomysłem, zgłoszonym tym razem przez psychologów, jest powiązanie wspomnień z konkretnym punktem orientacyjnym w czasie (na przykład z erupcją wulkanu lub z Nowym Rokiem). W kilku badaniach wprowadzających takie punkty orientacyjne potwierdzono zmniejszenie efektu teleskopowego.